# Silas Carson
Pour les articles homonymes, voir McGregor.
Silas Carson est un acteur britannique né en 1965 en Angleterre (Royaume-Uni).

## Biographie
Il interprète dans Star Wars, épisode I : La Menace fantôme le séparatiste Nute Gunray, le jedi Ki-Adi-Mundi mais aussi Lott Dod, un sénateur de la fédération du commerce et un pilote du Republic Cruiser appelé Antidar Williams.
Il fait également des apparitions dans les séries Les Arnaqueurs VIP, MI-5, The IT Crowd et interprète la voix de plusieurs aliens dans les épisodes La Fin du monde, La Planète du Diable, première partie, La Planète du Diable, deuxième partie, Le Chant des Oods et La Prophétie de Noël de la série Doctor Who.
Il joue aussi dans la sitcom How Not to Live Your Life en compagnie de Dan Clark et David Armand.

## Filmographie
| Année | Titre                                         | Format        | Rôle                                                                               | Notes                    |
| ----- | --------------------------------------------- | ------------- | ---------------------------------------------------------------------------------- | ------------------------ |
| 1993  | Horse Opera                                   | Télévision    | Colin                                                                              |                          |
| 1996  | Cold Lazarus                                  | Télévision    | First Sentry, MSC Guard                                                            | Épisodes 1 et 3          |
| 1997  | Saving Grace                                  | Moyen métrage | Homme avec le chien                                                                |                          |
| 1997  | Supply & Demand                               | Télévision    | VO15 Officer                                                                       |                          |
| 1997  | Carton jaune                                  | Film          | Indian Waiter                                                                      |                          |
| 1998  | Jeremiah                                      | Télévision    | Hananiah                                                                           |                          |
| 1999  | Star Wars, épisode I : La Menace fantôme      | Film          | Nute Gunray, Ki-Adi-Mundi, Lott Dod, pilote du Republic Cruiser (Antidar Williams) |                          |
| 1999  | Metrosexuality                                | Télévision    | Jonno                                                                              |                          |
| 1999  | An Unsuitable Job for a Woman                 | Télévision    | Simon Wright                                                                       |                          |
| 1999  | Brigade volante                               | Télévision    | Officier Marcus Swift                                                              | 1999-2007                |
| 2001  | Always and Everyone                           | Télévision    | Raz Amin                                                                           |                          |
| 2002  | Innocents                                     | Télévision    | Ash Pawade                                                                         |                          |
| 2002  | Star Wars, épisode II : L'Attaque des clones  | Film          | Nute Gunray, Ki-Adi-Mundi                                                          |                          |
| 2002  | Les années Tony Blair                         | Télévision    | Clive                                                                              |                          |
| 2004  | Hidalgo                                       | Film          | Katib                                                                              |                          |
| 2004  | The Predator                                  | Moyen métrage |                                                                                    |                          |
| 2004  | État d'alerte                                 | Télévision    | Dr Raghib Mutar                                                                    | Épisodes 1 et 2          |
| 2004  | Face au mensonge                              | Télévision    | Saul Pierson                                                                       |                          |
| 2005  | Star Wars, épisode III : La Revanche des Sith | Film          | Nute Gunray, Ki-Adi-Mundi                                                          |                          |
| 2005  | Chromophobia                                  | Film          | Yoga Instructor                                                                    |                          |
| 2005  | William and Mary                              | Télévision    | Mr. Ormerond                                                                       | Épisodes 3.1, 3.5 et 3.6 |
| 2005  | Absolute Power                                | Télévision    | Reza Bin Laden                                                                     |                          |
| 2005  | MI-5                                          | Télévision    | The Prince                                                                         |                          |
| 2006  | Les Arnaqueurs VIP                            | Télévision    | Kulvinder Samar                                                                    |                          |
| 2006  | Les dix commandements                         | Télévision    | Jered                                                                              |                          |
| 2006  | Doctor Who                                    | Télévision    | Ood Sigma, voix aliens                                                             |                          |
| 2007  | Flawless                                      | Film          | Reece                                                                              |                          |
| 2007  | The IT Crowd                                  | Télévision    | Derek                                                                              |                          |
| 2007  | Outnumbered                                   | Télévision    | Ravi                                                                               |                          |
| 2007  | The Sarah Jane Adventures                     | Télévision    | Kudlak, Emperor                                                                    |                          |
| 2007  | Waterloo Road                                 | Télévision    | Stuart Hordley                                                                     | 2007-2008                |
| 2008  | Heroes and Villains                           | Télévision    | Al-Adil                                                                            |                          |
| 2008  | Bonekickers                                   | Télévision    | Kahmil                                                                             |                          |
| 2009  | Hunter                                        | Télévision    | Ari Assad                                                                          |                          |
| 2009  | Transgress                                    | Court métrage | Homme                                                                              |                          |
| 2009  | Boogie Woogie                                 | Film          | Surgeon                                                                            |                          |
| 2009  | The Philanthropist                            | Télévision    | Rhada's Husband                                                                    |                          |
| 2010  | Pimp                                          | Film          | Punter                                                                             |                          |
| 2010  | How Not to Live Your Life                     | Télévision    | Brian                                                                              |                          |
| 2011  | Holby City                                    | Télévision    | Sunil Bhatti                                                                       |                          |
| 2011  | Strike Back                                   | Télévision    | Général Ramiz                                                                      |                          |
| 2012  | Menace d'État (Cleanskin)                     | Cinéma        | Amin                                                                               |                          |
| 2012  | National Theatre Live                         | Télévision    | Balthaser                                                                          |                          |
| 2013  | Doctors                                       | Télévision    | DCS James Blake                                                                    |                          |
| 2013  | Locke                                         | Cinéma        | Dr. Gullu                                                                          |                          |
| 2013  | It's a Lot                                    | Cinéma        | Mr. Patel                                                                          |                          |
| 2014  | La Sentinelle (Dying of the Light)            | Cinéma        | Dr. Sanjar                                                                         |                          |
| 2017  | Caravage et moi                               | Cinéma        | George                                                                             |                          |
| 2018  | Phantom Thread                                | Cinéma        | Rubio Gurrerro                                                                     |                          |
| 2018  | Trust (saison 1)                              | Télévision    | Khan                                                                               |                          |

### Jeu vidéo
- Ni no Kuni : Abull (voix)